# Frank J. Corr

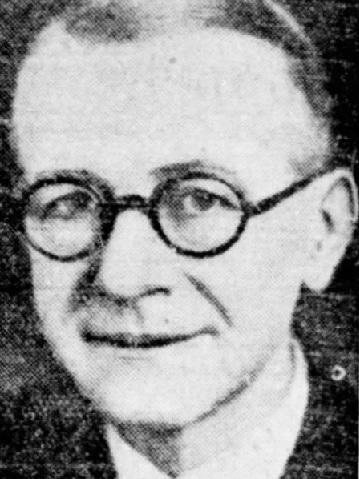

Frank J. Corr (* 12. Januar 1877 in New York City; † 3. Juni 1934 in Chicago, Illinois) war ein US-amerikanischer Politiker. Zwischen März und April 1933 war er für 32 Tage kommissarischer Bürgermeister der Stadt Chicago.

## Werdegang
Im Jahr 1890 kam Frank Corr mit seinen Eltern nach Chicago. Nach einem Jurastudium am Chicago-Kent College of Law und seiner Zulassung als Rechtsanwalt arbeitete er für einige Zeit in diesem Beruf. Seit 1902 war er als Mitglied der Demokratischen Partei in der Lokalpolitik tätig. Dort bekleidete er das Amt des Assistant Corporate Council der Stadt. Seit 1931 gehörte er dem Stadtrat an.
Nach der Ermordung von Bürgermeister Anton Cermak am 6. März 1933 wurde Corr vom Stadtrat zum kommissarischen Bürgermeister Chicagos bestimmt. Seine einzige Aufgabe war es, das Amt kommissarisch so lange auszuüben, bis ein offizieller Nachfolger Cermaks gewählt wurde. Das betraf die Zeitspanne zwischen dem 6. März und dem 8. April 1933. Dabei hatte er nicht die volle Amtsgewalt. So durfte er keine Gehaltsänderungen der städtischen Angestellten vornehmen oder Steuern ändern. Erwähnenswert ist, dass während dieser Zeit seine Leibwächter einen 19-jährigen Einbrecher erschossen. Mit dem Amtsantritt von Edward Joseph Kelly als neuer Bürgermeister endete Corrs kurze Amtszeit. Nach dem Ende seiner Zeit als Bürgermeister blieb er weiterhin im Stadtrat. Im Jahr 1934 kandidierte er für den Posten eines Richters. Er starb am 3. Juni am Vorabend der Wahl an Komplikationen im Zusammenhang mit einer Diabeteserkrankung.